# Retraining in sensu
Retraining in sensu ist eine Selbsthilfe-Technik, die für Menschen mit starkem Verlangen (Craving) nach Substanzen wie Alkohol, Nikotin oder energiereichen Lebensmitteln (u. a. Süßigkeiten) von Psychologen der Klinik für Psychiatrie und Psychotherapie des Universitätsklinikums Hamburg-Eppendorf entwickelt wurde.
Die Technik basiert auf dem Approach-Avoidance-Task (AAT), einem computergestützten experimentellen Paradigma aus der Psychologie, das zur Diagnostik und Veränderung impliziter Handlungstendenzen eingesetzt wird. Teilnehmenden werden in der konventionellen Version Verlangen-auslösende sowie neutrale Bilder auf einem Computerbildschirm gezeigt, die mithilfe eines Joysticks weggeschoben oder herangezogen werden sollen. Hierbei werden die Bilder kleiner oder größer (zooming). In der diagnostischen Version des AAT wird die Reaktionszeit der Teilnehmenden erfasst. Menschen mit starkem Verlangen nach bestimmten Substanzen zeigen hierbei häufig ein pathologisches Annäherungsverhalten (englisch: approach bias), das sich in schnellen Reaktionszeiten äußert, wenn substanzbezogene Bilder herangezogen werden sollen, und in langsamen Reaktionszeiten äußert, wenn substanzbezogene Bilder weggeschoben werden sollen. In der therapeutischen Version des AAT (auch Retraining genannt) werden Teilnehmende instruiert, substanzbezogene Bilder gezielt wegzuschieben und neutrale Bilder heranzuziehen. Bei der Selbsthilfetechnik Retraining in sensu sollen diese Annäherungs- und Vermeidungsbewegungen in der Vorstellung (in sensu) durchgeführt werden. Dies bietet den Vorteil, dass die Bilder individuell angepasst werden können und so der Effekt der Intervention verstärkt wird. Darüber hinaus ist kein Computer zur Durchführung nötig, was die Implementierung im Alltag erleichtert. Durch das Vorstellen individueller mentaler Szenarien wird die Technik darüber hinaus seltener als die klassische Variante als monoton empfunden. Das Manual kann in Deutsch und Englisch für verschiedene Substanzen bezogen werden (siehe Weblink).
Der Nutzen der Intervention wurde bereits in mehreren randomisiert-kontrollierten Interventionsstudien bei Menschen mit problematischem Alkoholkonsum, übergewichtigen Personen, und Rauchern sowie in experimentellen Studien nachgewiesen; es konnte eine Abnahme des Verlangens sowie des Konsums demonstriert werden. Ein direkter Vergleich mit der computergestützten Version steht noch aus.